# Sakramentshus

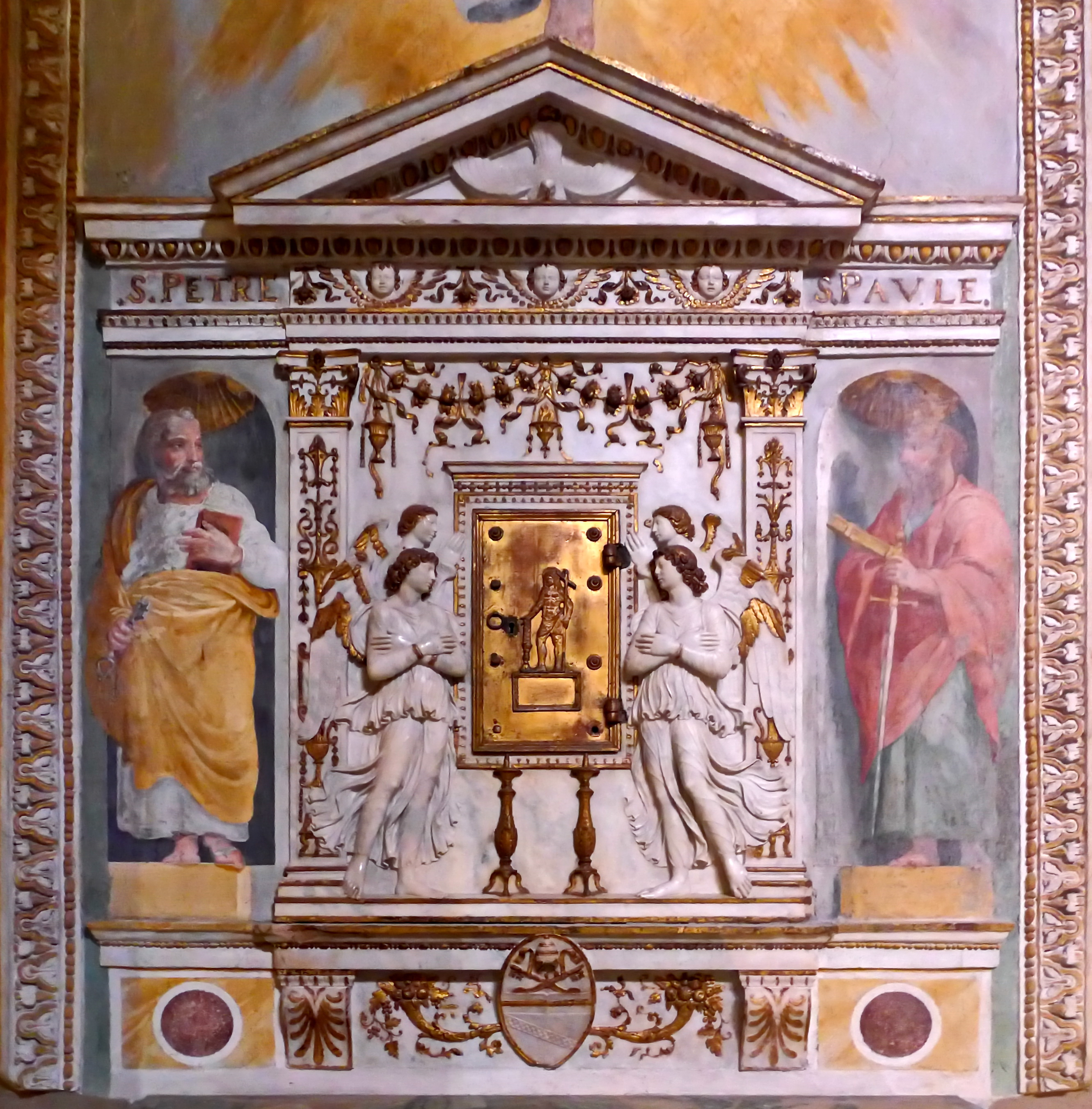
Sakramentshus i basilikan Santi Quattro Coronati i Rom.

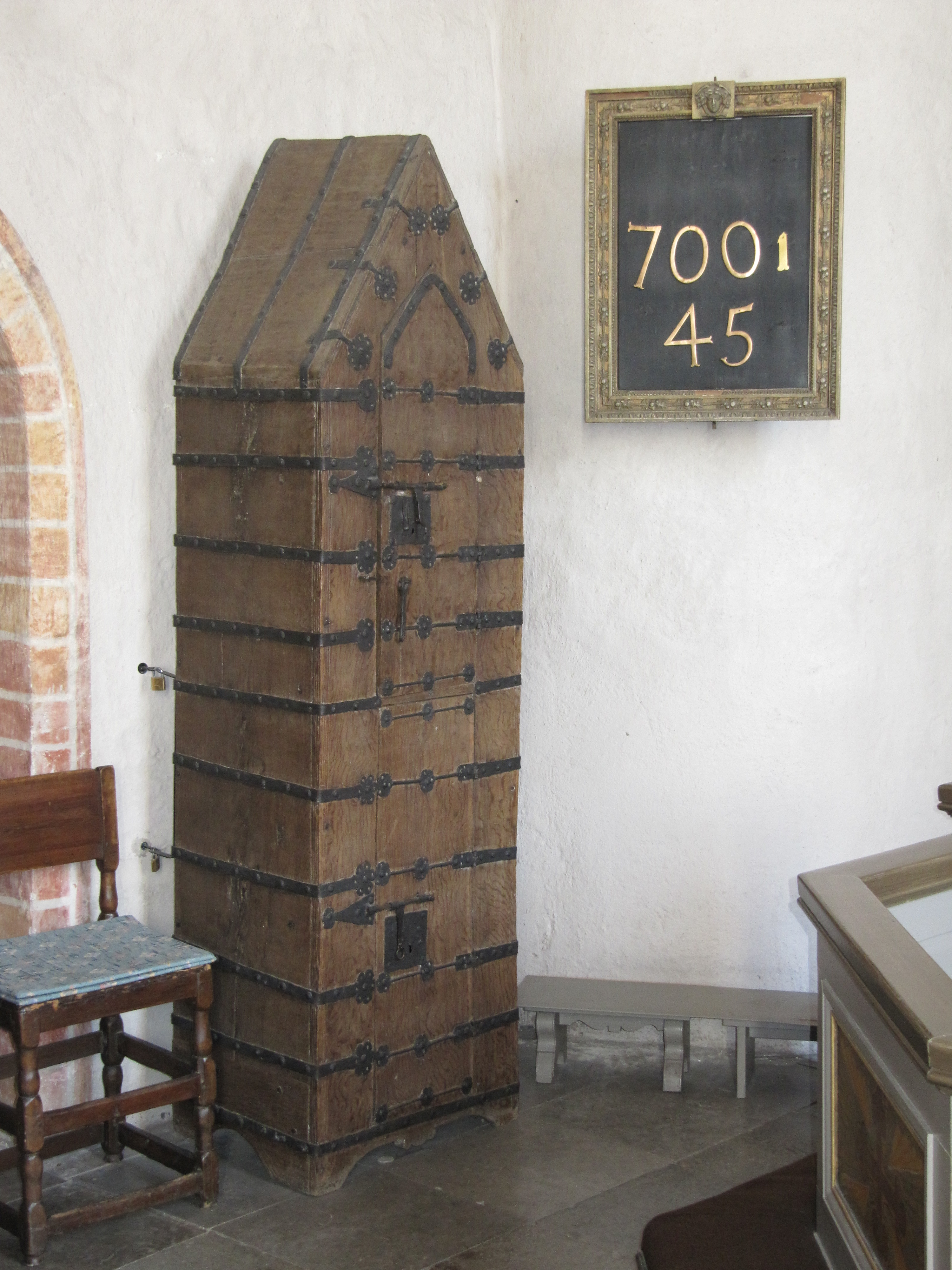
Sakramentshuset i Lagga kyrka i Uppland.

Ett sakramenthus, även sakramentsskåp, är en förvaringsplats för sakramentet, den konsekrerade hostian, det vill säga det nattvardsbröd som välsignats. Det kan vara ett löst eller väggfast skåp i kyrkans kor, ofta utformat som ett litet torn.
Skåpet betecknas även tabernakel vilket begrepp även nyttjas för den på altardisken stundom anordnade uppsats, i vilken ett förvaringsrum finns för det heliga brödet (hostian), och som i sin ordning ofta tjänar som fotställ för ett krucifix.